# Вулиця Грибоєдова (Мелітополь)
Вулиця Грибоє́дова — вулиця в місті Мелітополь, селище Піщане. Починається від провулка біля школи № 8, з'єднується проїздом з вулицею Курчатова, перетинає вулицю Павла Сивицького і закінчується, переходячи в стежку, що йде через городи до вулиці Курчатова.
Вулиця має тверде покриття, 2008 року було відновлено вуличне освітлення.

## Історія
Територія, на якій знаходиться вулиця, з 1860-х років входила до складу села Піщане . Але великі сільські городи вулиці Белякова стулялися з городами вулиці Михайла Оратовського, і жодних вулиць між Белякова і Оратовського на той час не було. У 1939 році село Піщане увійшло до складу Мелітополя.
Вулиця Грибоєдова була прорізана на місці городів 1966 року. Рішення про найменування вулиці датується 20 жовтня 1966. Вулиця була названа на честь російського поета, драматурга та дипломата Олександра Сергійовича Грибоєдова (1795—1829). Через рік після вулиці Грибоєдова була прокладена сусідня вулиця Курчатова, а через 2 роки — Моторна.

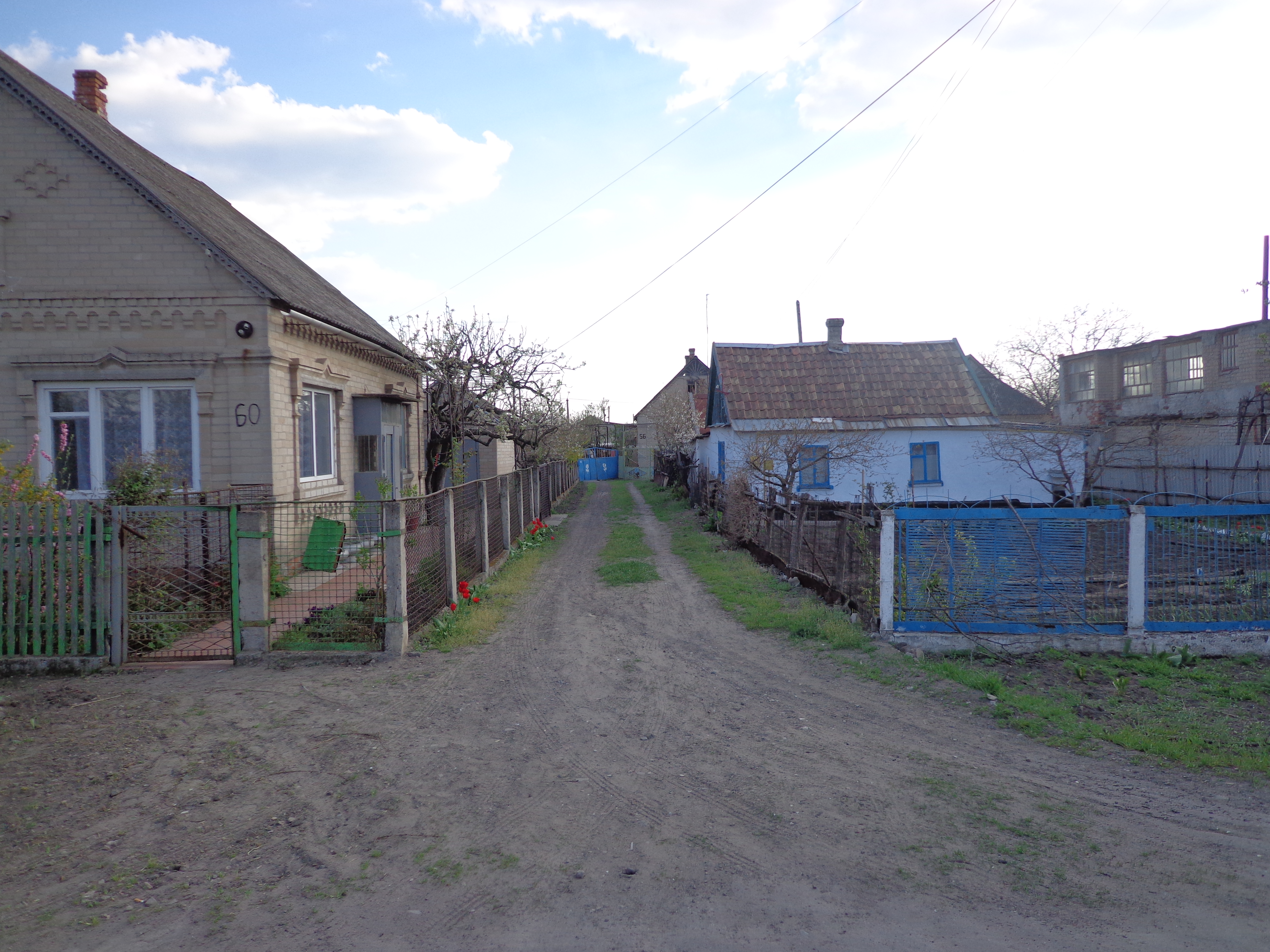
Під'їзд до дворів
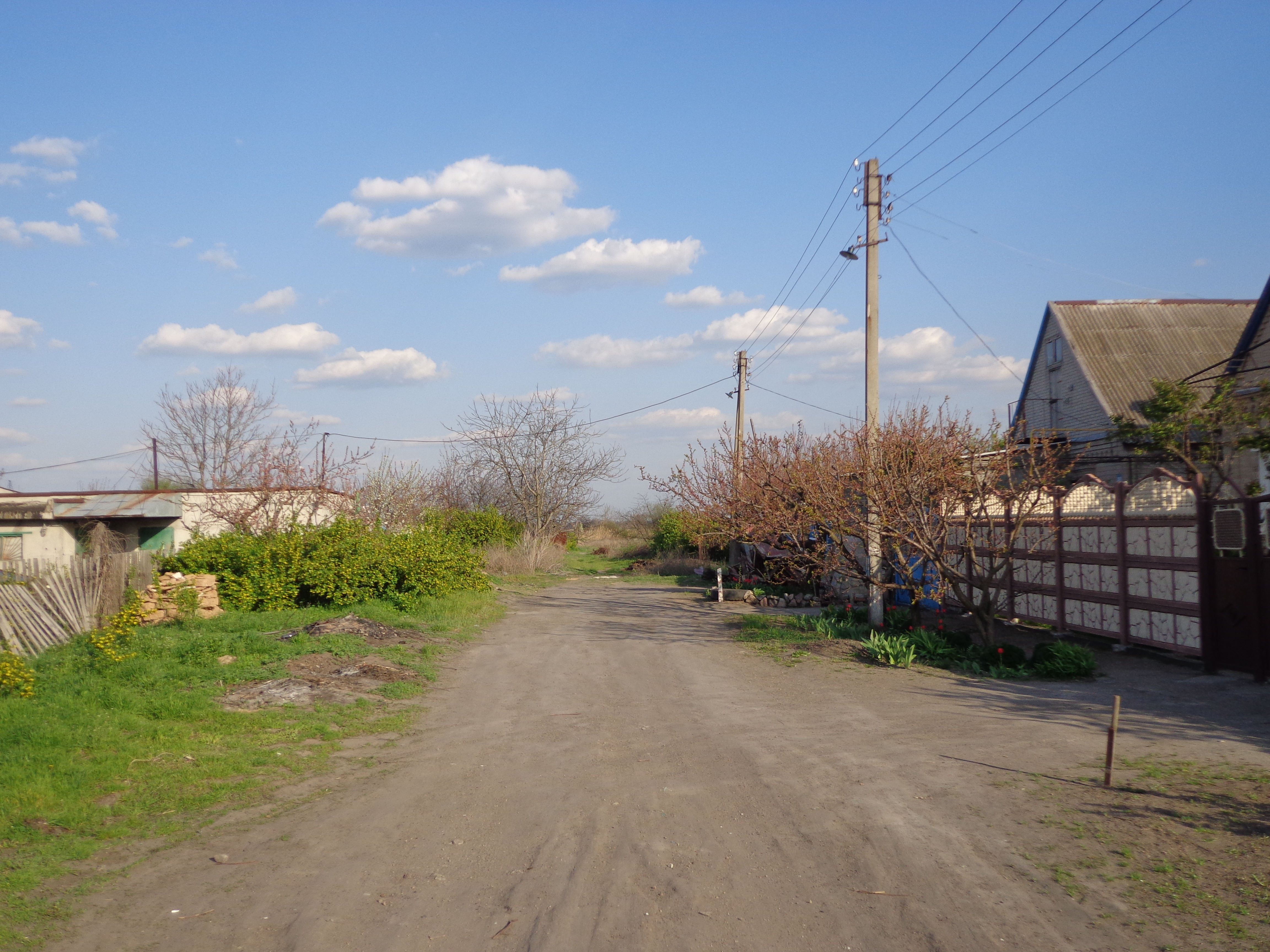
Кінець вулиці
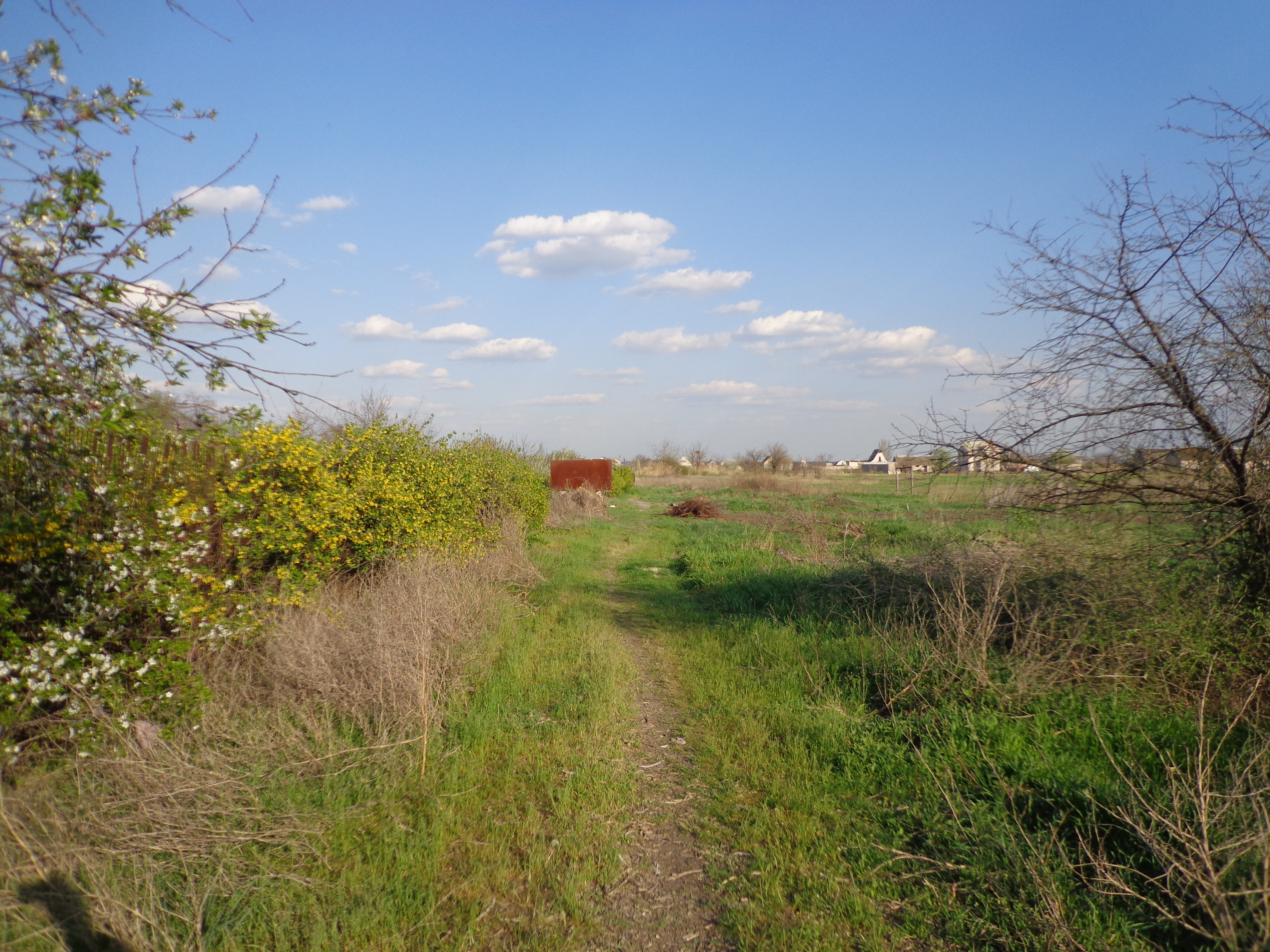
Стежка наприкінці вулиці, що веде на вул. Курчатова